# Rivanna, Virginia
Rivanna, Virginia (енгл. Rivanna) насељено је место без административног статуса у америчкој савезној држави Вирџинија.

## Демографија
По попису из 2010. године број становника је 1.860.
| Група             | 2000.    | 2010.         |
| Белци             | 0 (0,0%) | 1.715 (92,2%) |
| Афроамериканци    | 0 (0,0%) | 56 (3,0%)     |
| Азијати           | 0 (0,0%) | 15 (0,8%)     |
| Хиспаноамериканци | 0 (0,0%) | 32 (1,7%)     |
| Укупно            | 0        | 1.860         |